# Luis de Valladolid

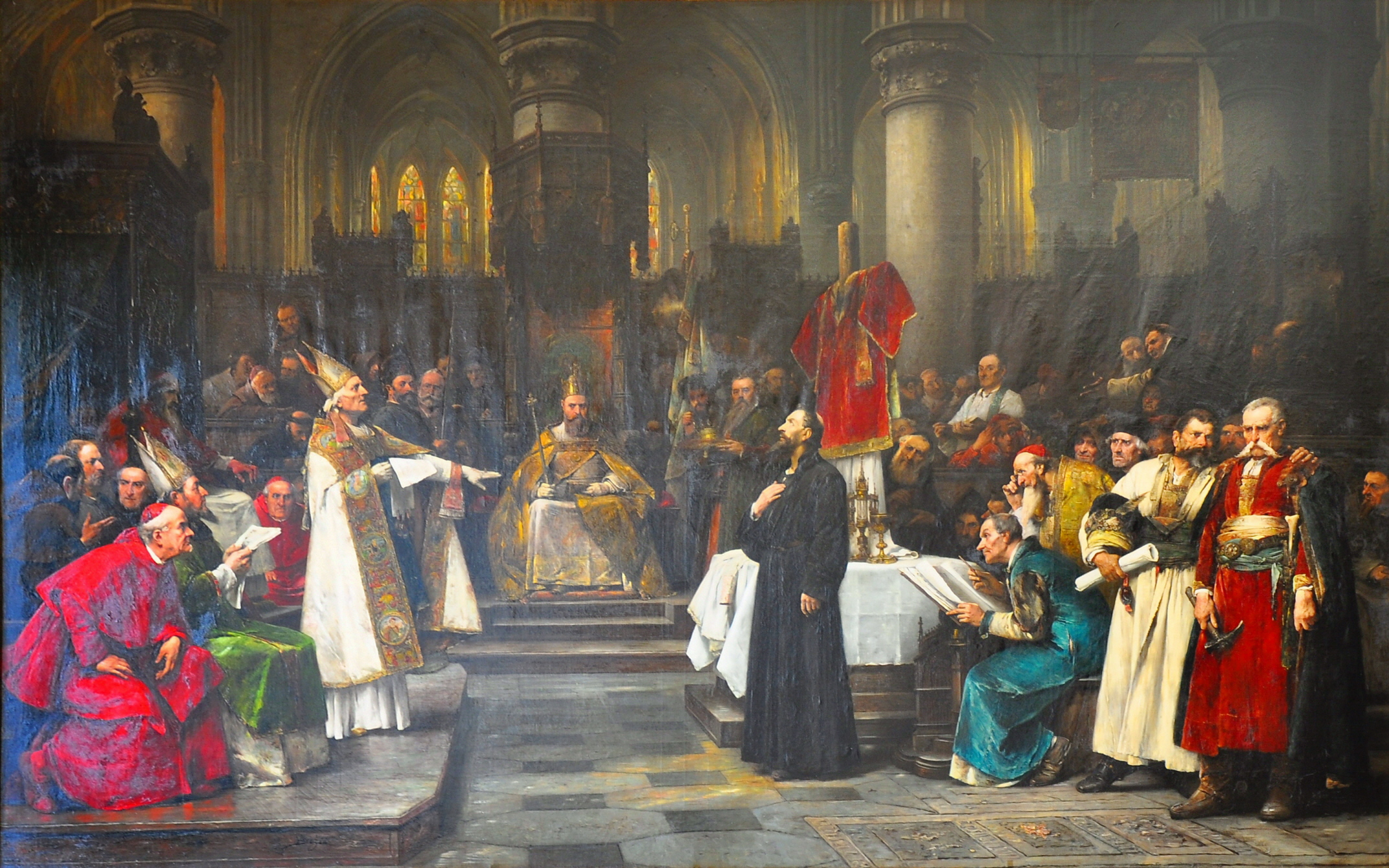
Jan Hus ante el Concilio de Constanza, en el que participó Luis de Valladolid, por Vaclav Brozik.

Fray Luis de Valladolid (Valladolid, 1375-1436) fue un dominico castellano, teólogo, confesor de Juan II de Castilla y uno de los primeros biógrafos de San Alberto Magno (junto con Enrico de Herford).

## Biografía
Nació en Valladolid en el seno de una familia relevante de la ciudad. Ingresó en la orden dominica en el convento de San Pablo de su ciudad natal, estudiando en este lógica y filosofía. Posteriormente pasó a estudiar teología en las universidades de Toulouse y de París.
Tras volver a Valladolid alrededor de 1406 y enseñar en esta ciudad, volvió a París a enseñar en su universidad en el curso de 1412-1413. En 1415, ya de vuelta en España, es nombrado confesor regio por Juan II de Castilla.
Ese mismo año el monarca castellano le envía a Perpiñán donde, en el marco del Concilio de Constanza (1414-1418) se intentaba una conciliación con Benedicto XIII que acabara con el Cisma de Occidente. El año siguiente, Juan II manda que forme parte de la embajada que envió a este Concilio bajo el liderazgo de Pedro de Grado. El 24 de octubre de 1416 la embajada liderada por fray Luis de Valladolid llega a Constanza, siendo recibida solemnemente en el seno del Concilio el 18 de junio de 1417 en presencia del emperador Segismundo. El Concilio de Constanza finalizaría en 1418, poniendo fin al Cisma de Occidente con la elección de Martín V como papa.
Este pontífice mediante la bula Fructuosa otorgada el 6 de febrero de 1418, otorgó la erección de una facultad de teología en el convento de San Pablo en Valladolid, sobre el modelo de la facultad parisina.
A su regreso a Castilla, se encargó principalmente a una tarea de reforma y expansión de la orden dominica en España. Fue elegido provincial de España en 1416 y, de nuevo, en 1419. Además en el capítulo general de la orden dominica celebrado en 1425 en Bolonia, estuvo a punto de ser elegido como maestro general de la orden, quedando empatado en votos con fray Tomás de Sicilia. Finalmente sería elegido Bartholomaeus Texier.
Además, en 1422, Juan II le encargó anunciar a Alfonso V de Aragón la prisión del hermano de este, el infante don Enrique. Este monarca le encargaría la construcción del convento dominico en Tordesillas.
Murió en 1435.

## Obras
- Crónica o Tabula quorundam doctorum Ordinis Praedicatorum, sobre algunos miembros notables de la orden dominica.
- Speculatio summae philosophicae, guía para estudiantes universitarios.